# Astrothamnus
Genre
Astrothamnus est un genre d'ophiures (échinodermes) de la famille des Gorgonocephalidae. 

## Liste des espèces
Selon World Register of Marine Species (27 janvier 2016) :
- Astrothamnus echinaceus (Matsumoto, 1912)
- Astrothamnus mindanaensis Döderlein, 1927
- Astrothamnus villadolidi Domantay & Domantay, 1966 (taxon inquirendum)